# Pompeo Magno
«Помпео Маньо» (італ. Pompeo Magno) — італійський легкий крейсер типу «Капітані Романі» часів Другої світової війни.
У 1950-ті роки переобладнаний на есмінець (пізніше навчальний корабель) під назвою «Сан Джорджо» (італ. San Giorgio (D 562)).

## Історія створення
Крейсер «Помпео Маньо» був закладений 23 вересня 1939 року на верфі «Cantieri Navali del Tirreno e Riuniti» в Генуї. Спущений на воду 24 серпня 1941 року, 24 липня 1943 року увійшов до складу флоту. Свою назву отримав на честь Помпея Великого.

## Історія служби

### Друга світова війна
Після вступу у стрій крейсер «Помпео Маньо» не встиг взяти участь у бойових діях до 8 вересня 1943 року. 8 вересня Італія уклала перемир'я із союзниками, 9-10 вересня у складі ескадри під командуванням адмірала Альберто да Зара «Помпео Маньо» разом з лінкорами «Андреа Доріа», «Кайо Дуіліо», крейсерами «Шіпілоне Афрікано», «Луїджі Кадорна» та есмінцем «Да Рекко» здійснив перехід на Мальту. Під час переходу з'єднання було атаковане німецькою авіацією, але безрезультатно.
Згодом крейсер взяв участь у бойових діях у складі флоту союзників. Він використовувався як швидкісний транспорт, здійснивши 123 виходи в море для перевезення військ та вантажів.

### Післявоєнна служба
Після закінчення війни крейсер не увійшов до складу репараційних кораблів та залишився в Італії. Але він не міг використовуватись як військовий корабель. 15 липня 1949 року почались роботи з його роззброєння, а 1 травня 1950 року він був виключений зі складу флоту та використовувався як блокшив під назвою «FV 1». 
1 січня 1950 року була прийнята перша післявоєнна програма розвитку італійського флоту. Було вирішено повернути блокшив «FV 1» до складу флоту як есмінець. 1 березня 1951 року Декретом президента Республіки корабель був включений до складу флоту під назвою «Сан Джорджо» (італ. San Giorgio (D 562)). Переобладнання корабля розпочалось у листопаді 1951 року на верфі «Каньтєрі Навалі дель Тіррено».
Після переобладнання корабель мав наступні тактико-технічні характеристики:
| Водотоннажність    | 3 950 т (нормальна), 5 257 т (повна)            |
| Довжина            | 142,18 м                                        |
| Ширина             | 14,4 м                                          |
| Осадка             | 4,67 м                                          |
| Силова установка   | 4 котли, 4 турбіни                              |
| Потужність         | 110 000 к.с.                                    |
| Швидкість          | 38,5 вузлів                                     |
| Дальність плавання | 4 000 миль на 16 вузлах 1 220 миль на 33 вузлах |
| ------------------ | ----------------------------------------------- |

Озброєння було повністю американським та складалось з шести 127-мм гармат у трьох двогарматних баштах, двадцяти 40-мм зенітних автоматів, одного 305-мм тритрубного бомбомета «Мехон», чотирьох бортових бомбометів та одного бомбоскидача.
Радіоелектронне обладнання складалось з радіолокаторів та гідроакустичної станції.
Есмінець ніс службу до 1963 року, після чого було прийняте рішення перетворити його на навчальний корабель для використання у Військово-морській академії в Ліворно. На кораблі була замінена енергетична установка, яка складалась тепер з 2 дизелів та 2 турбін. Озброєння складалось з 4 127-мм гармат у двох двогарматних баштах, трьох 76-мм зенітних автоматів, одного 305-мм бомбомета «Мехон» та шести 305-мм протичовнових торпедних апаратів у 2 тритрубних установках.
Екіпаж складався із 20 офіцерів та 294 матросів постійного складу, 50 військових та цивільних службовців змінного складу та 130 курсантів. 
Як навчальний, «Сан Джорджо» прослужив до 1 лютого 1980 року, 1 липня того ж року виключений зі складу флоту за зданий на злам.